# José María Yáñez
Pour les articles homonymes, voir Yáñez.
José María Yáñez (1803 – 10 août 1880) était un militaire mexicain du XIXe siècle, un général qui combattit en héros au cours de la guerre d'indépendance contre l'Espagne, puis lors de l'invasion de la France et des États-Unis.

## Biographie
Issu d'une famille de paysans de la vallée de Santiago (Guanajuato), José María Yáñez est parti de chez lui alors qu'il n'était qu'un enfant pour voir du pays et les coutumes des gens. À l'âge de 18 ans il rejoint l'armée des trois garanties pour se battre pour l'indépendance du Mexique où il fut promu, et eut son meilleur fait d'armes dans la défense de Tampico contre une expédition huit ans après la déclaration d'indépendance.
En 1838, il contribua à la défense de Veracruz contre les envahisseurs français quand ils attaquèrent durant la guerre de la pâtisserie. Le 20 mai 1846, il se révolta contre le président Mariano Paredes y Arrillaga, un conservateur qui tentait de changer la république en monarchie,. En tant que général à Jalisco, commandant une armée de 500 hommes et six pièces d'artillerie, il attaqua l'armée américaine, qui était arrivée par le port de San Blas, forçant les envahisseurs à se replier. En 1852, il fut désigné gouverneur de Jalisco.
Un des faits militaires les plus remarquables à propos de Yáñez, fut la défense de Guaymas. Il fut désigné gouverneur du Sonora le 19 avril 1854, et le 13 juillet de la même année, il défendit l'État contre l'armée du comte Gaston de Raousset-Boulbon. Durant ce mois, l'État du Sonora fut envahi par 400 flibustiers venus de France, d'Allemagne et du Chili, sous les ordres de Boulbon, qui essaya d'annexer l'État mexicain afin de fonder un pays indépendant. Le comte Boulbon essaya de convaincre Yáñez d'abandonner Guaymas sans résistance, et après son refus, il attaqua le port le 13 juillet. Les États mexicains voisins rejoignirent l'armée commandée par Yañez, et Boulbon fut arrêté et exécuté le 13 août. Le président Santa Anna critiqua, sans jalousie apparente, le courage de Yáñez, mais lorsque son administration prit fin, Yáñez fut déclaré « Bienfaiteur de Sonora et Jalisco. »
Il fut plus tard désigné gouverneur de Sinaloa et accepta le plan Tacubaya. Il était en fonction lors du règne de Maximilien Ier du Mexique et durant la République par la suite.
José María Yáñez mourut en tant que ministre de la guerre et de la marine, à Mexico.